# Бијељани
Бијељани су насељено мјесто у општини Билећа, у Републици Српској, Босна и Херцеговина. Према попису становништва из 1991. у насељу је живјело 138 становника. На попису становништва 2013. године, према подацима Агенције за статистику Босне и Херцеговине пописано је 77 становника.

## Становништво
| Националност       | 1991. | 1981. | 1971. | 1961. |
| Срби               | 136   | 161   | 232   | 241   |
| Југословени        |       | 10    | 1     | 2     |
| Муслимани          | 2     | 3     | 3     |       |
| остали и непознато |       |       |       |       |
| Укупно             | 138   | 174   | 236   | 243   |

| Демографија | Демографија | Демографија |
| Година      | Становника  | Становника  |
| ----------- | ----------- | ----------- |
| 1948.       | 170         |             |
| 1953.       | 273         |             |
| 1961.       | 243         |             |
| 1971.       | 236         |             |
| 1981.       | 174         |             |
| 1991.       | 138         |             |